# Falseta
Une falseta fait est une courte mélodie de guitare dans la musique flamenco. 

## Description

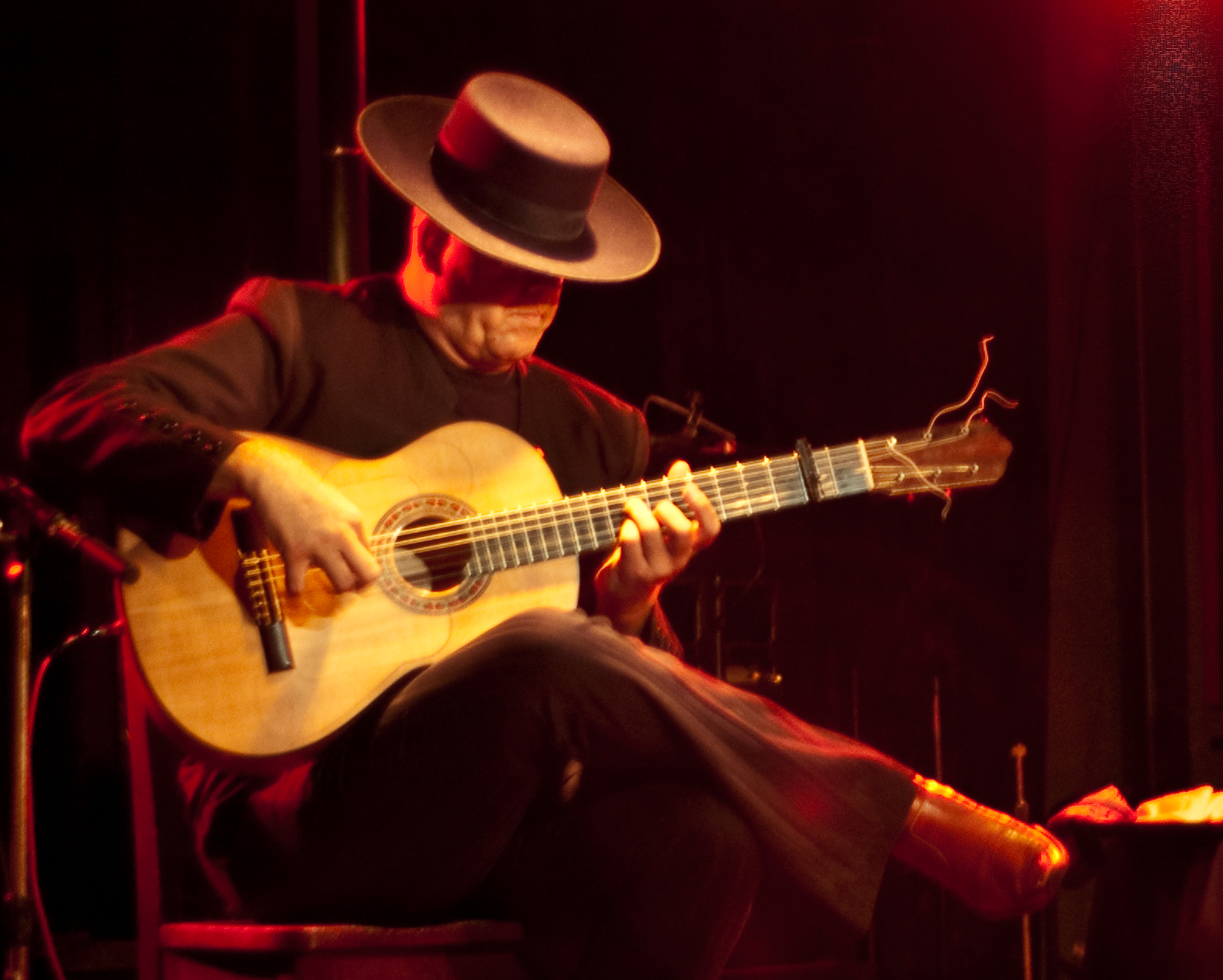
Guitariste de flamenco

Une falseta fait partie de la musique de flamenco. Les falsetas sont généralement de courtes mélodies jouées par le (s) guitariste (s) entre deux couplets chantés, ou pour accompagner les danseurs. Dans un solo de guitare, les artistes jouent déjà des falsetas créées ou improvisent de nouvelles falsetas qui sont ensuite assemblées pour former l'ensemble. Une falseta est à peu près comparable à un "lick" improvisé en jazz ou en blues.
Par opposition au rasgueado (séquence rythmique), le guitariste peut davantage montrer sa virtuosité. 